# Philemon Mukarno
Philemon Mukarno (Jakarta (Indonesië), 1968) is een Nederlands componist.
Mukarno studeerde in 2002 cum laude af aan het Rotterdams Conservatorium, waar hij lessen compositie volgde bij Klaas de Vries en compositie elektronische muziek bij René Uijlenhoet.
Mukarno's composities kenmerken zich door onorthodoxe combinaties van instrumenten, elektronica en klanken afkomstig uit verschillende muziekvormen, zoals een samengaan van gamelan en saxofoons, of bijvoorbeeld zoals in Gynoids XX waar hij twee piano's, elektronica en klanksporen combineert, of bijvoorbeeld orgel en elektronica. Ook in het stuk Iyona (Jonas) voor basklarinet, cello, harp, slagwerk en celesta werkt Mukarno met transformatie van de klank tussen de verschillende instrumenten.
Het aandachtspunt ligt daarbij minder op klassieke elementen als melodie en harmonie, maar meer op complexiteit, dynamiek of de textuur van de klank.

## Composities
- Atlas non Finito (1996) '14 - voor blokfluiten, stem en elektronica (1 speler)
- DOG (1998) '15 - voor groot ensemble en recitant (de "recitant" grunt)
- Gynoids XX (1999 '17 - voor twee piano's, live elektronica en CD
- Online (1999) "12 - voor viool solo en live elektronica
- Kamaloka (1999) '5'56 - elektronische muziek
- Dejeuner sur l'herbe (2000) continuous performance - een aan een metalen buisconstructie bevestigde geluidsinstallatie
- Artrax (2000) '21 - voor ensemble
- Saturn 3S90 (2000) '30 - multidisciplinair
- Taric (2000) '20 - voor Slendro gamelan en live elektronica
- Demam (2001) '30 - voor Slendrogamelan en elektronica
- Iman (2001) '13 - multidisciplinair (elektronische muziek, dans, licht)
- Eya (2001) ' 25 - voor ensemble
- Elia Domostra (2002) '30 - voor kerkorgel, carillon en live elektronica
- Connecting the Waves (2002) continuous performance - multidisciplinair (performance, geluidsinstallatie)
- Syrah (2002) ) '20 - voor gamelanensemble en saxofoonkwartet
- Trinkx (2003) "25 - voor ensemble, electric bass and live electronics.
- Magiz (2003) '20 - voor marimba, big band, strijkkwartet en live elektronica
- Oraye (2003) '25 - voor kerkorgel en live elektronica
- Ameleth (2004)'20 - voor klarinetten (Bb klarinet en contrabas klarinet), saxen (altsax en baritonsax) en piano
- Iyona (2004) '20 - voor basklarinet, slagwerk, piano en cello.
- Eva & Harlot (2005) '20 - voor viool, sopraan, slagwerk, blokfluit en elektronica.
- Eva & Harlot Soundscape (2005) '75 soundscape.
- Malaikat (2006) '20 - voor Slendro gamelan.
- Jagat (2006) '30 - ensemble en elektronica.
- Modora (2007) '7 - voor saxofoon, cello, slagwerk, klavecimbel en elektronica.
- Xianga (2007) '15 - voor fagot, klarinet en hobo.
- Spryck (2007) '10 - voor piano solo
- Kathara (2007) '30 - voor carillon solo.

## Regie en choreografie
- Saturn 3S90 (2000) - multi-disciplinair (dans, geluidsinstallatie)
- Iman (2001) - multi-disciplinair (elektronische muziek, dans, licht)

## Discografie
- Thelema Trio (2007) - Alemeth
- Spielzeug (2009) - Karnatic Lab Records[5]
- WORM Hørspil - #18 - Plantage Sukabumi (2010) - WORM records[6]